# ゲアハルト・シュレーダー

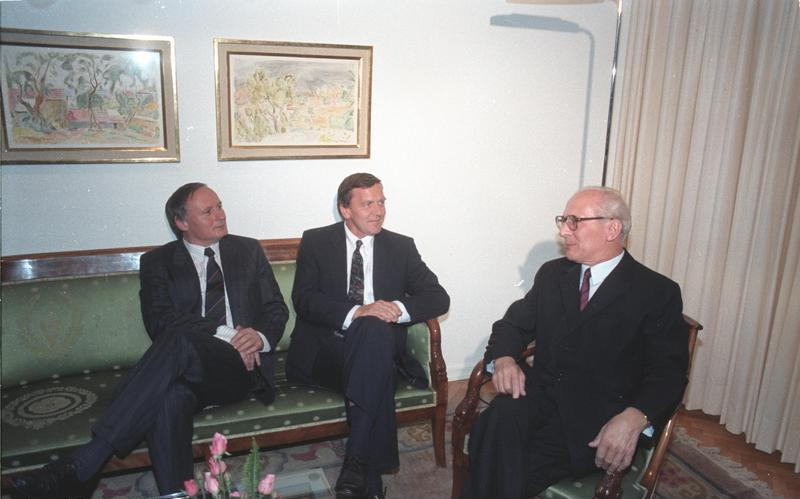
1987年、ホーネッカー東独国家評議会議長(右)と会談するニーダーザクセン州首相時代のシュレーダー、ラフォンテーヌ(左)。

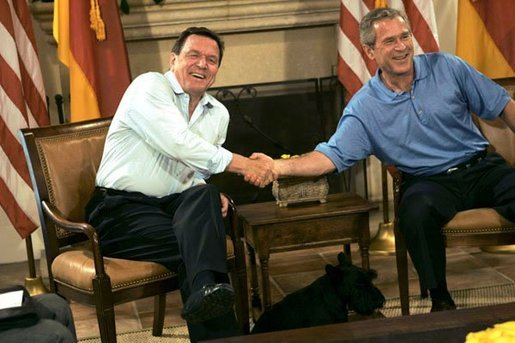
2001年10月9日、アメリカ合衆国大統領ジョージ・W・ブッシュと。

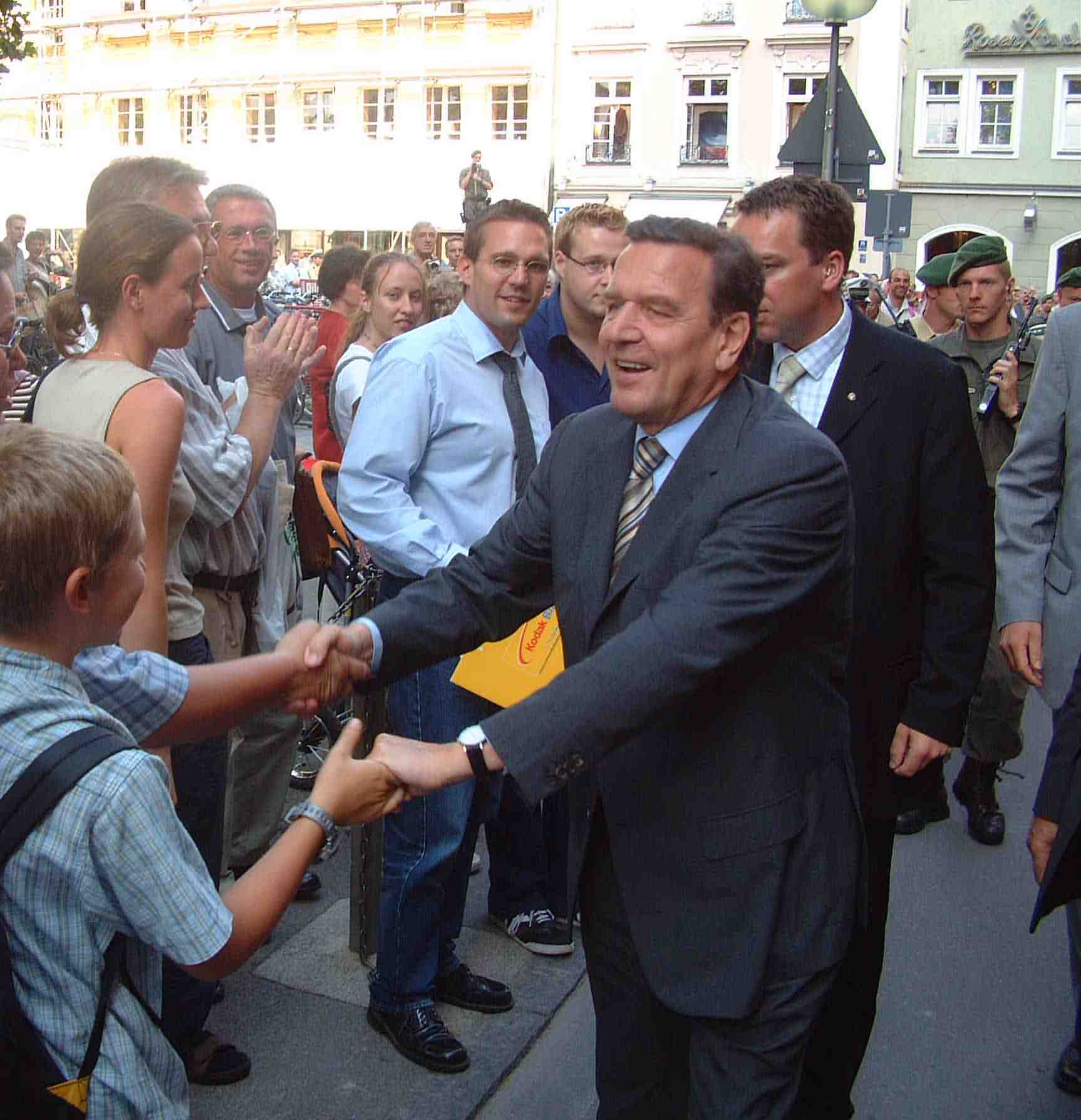
シュレーダー（2002年の総選挙、ミュンヘンにて）

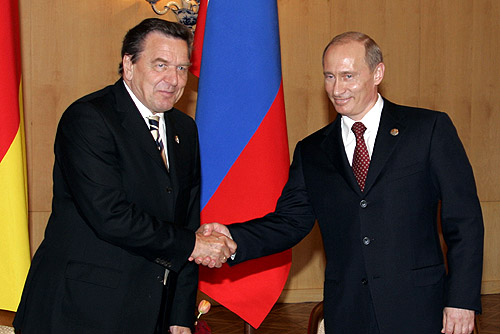
2005年5月9日、ロシアのウラジーミル・プーチン露大統領(右)と。

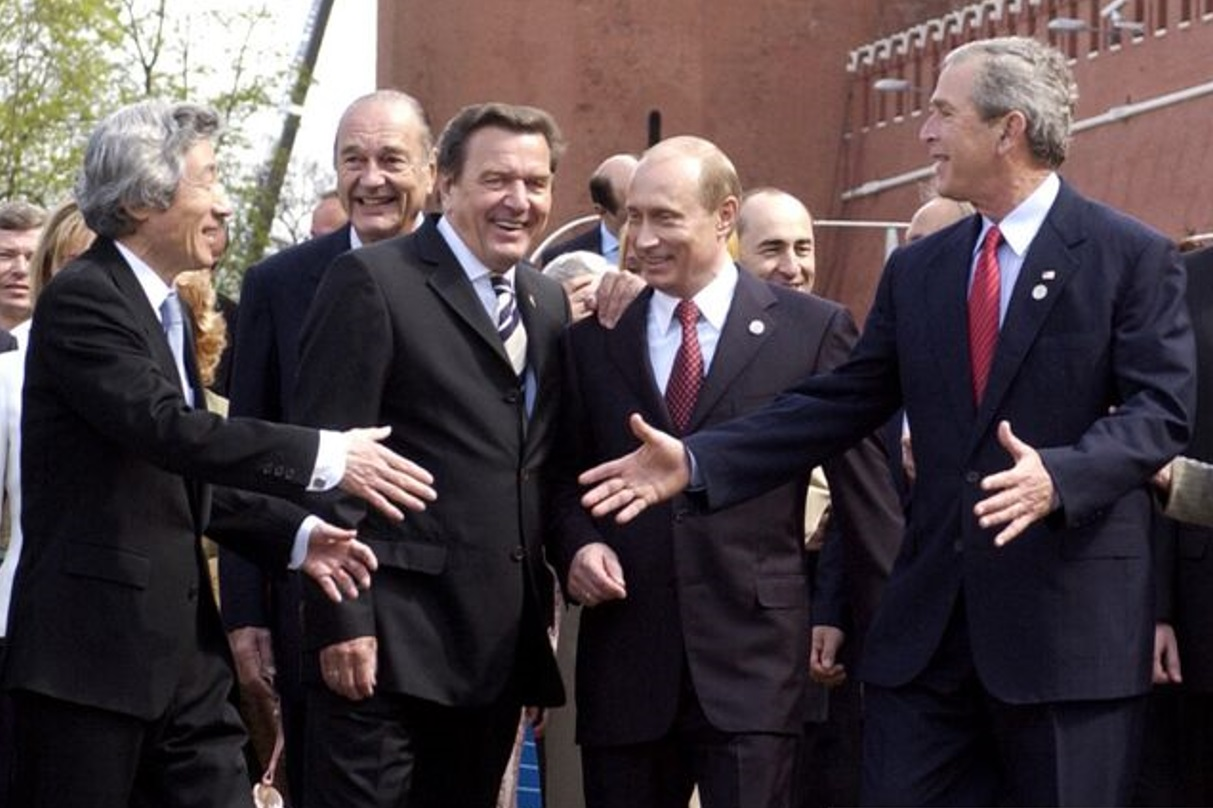
2005年5月9日、ロシアで行われた戦勝60周年記念式典にて。左から、小泉純一郎日本国首相、ジャック・シラク仏大統領、シュレーダー、ウラジーミル・プーチン露大統領、ジョージ・W・ブッシュ米大統領。

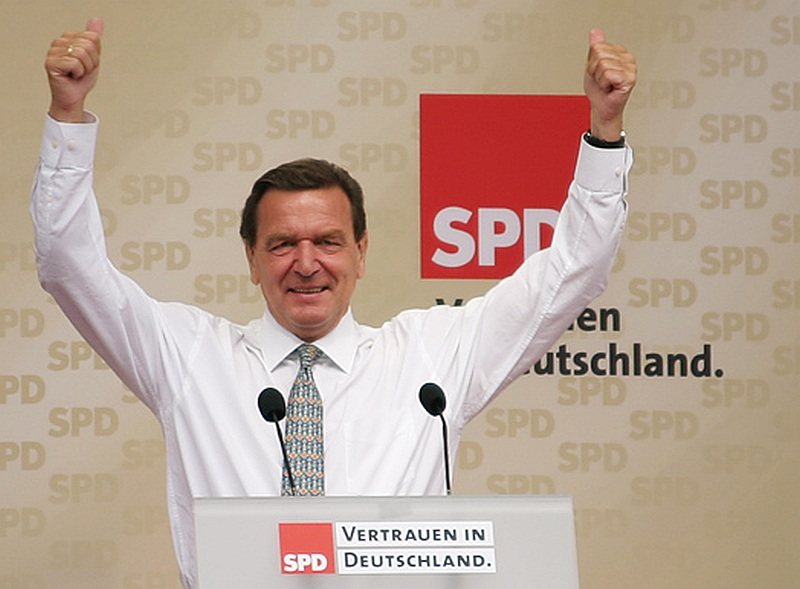
2005年の連邦議会選挙で演説するシュレーダー

ゲアハルト・フリッツ・クルト・シュレーダー（独: Gerhard Fritz Kurt Schröder、1944年4月7日 - ）は、ドイツ連邦共和国の政治家。第7代連邦首相（1998年 - 2005年）。ドイツ社会民主党（SPD）の党首（1999年 - 2004年）。

## 来歴

### 生い立ち
第二次世界大戦中の1944年国家社会主義ドイツ労働者党（ナチス）政権下のドイツ国のリッペ自由州（現在はノルトライン＝ヴェストファーレン州の一部）のモッセンベルク（現在のブロムベルク）に、労働者階級の一家に生まれる。出稼ぎ労働者でドイツ国防軍の下級伍長だった父フリッツは、シュレーダーが生まれて数週間後に息子に会う事無く独ソ戦の戦場になっていたルーマニアでドイツ軍とソ連軍との戦闘（en）において、32歳で戦死した。シュレーダーには父親の記憶が無く、母と姉の三人家族で敗戦後の苦しい生活の中育つ。
1958年、国民学校の義務教育を終える。この後レムゴーの町の金物商で小売商人資格の取れる見習修業を受けると、1961年からゲッティンゲンで建設労働者および商店従業員として働いた。戦死者の一人息子として兵役義務から免除される。シュレーダーは、1962年から1964年にかけて、ジーゲンの夜間学校で中等教育修了資格を取得し、1964年から1966年にビーレフェルトで大学入学資格（アビトゥーア）を取得した後、1966年にゲッティンゲン大学に入学する。法学を専攻した。大学生だった1968年、最初の結婚をする（しかし数年で離婚）。1971年、第一次司法試験に合格し大学を卒業。司法修習生となる。1972年に二度目の結婚をするが、再び数年で離婚する。1976年、国家司法試験に合格して弁護士免許を取得。弁護士としては、ドイツ赤軍テロリストの弁護を担当したこともある。

### 政治家
1963年、ドイツ社会民主党（SPD）に入党。1978年にSPDの下部組織・社会主義青年団（ユーゾー）の連邦代表に就任し、1980年までその役職を務める。
1980年、ドイツ連邦議会議員に初当選。連邦議会議員時代の1984年に三度目の結婚（その後、三度離婚する）。
1986年、ニーダーザクセン州議会議員に転じ、1990年までSPDのニーダーザクセン州議会議員団長および野党代表を務める。1990年に州議会選挙でSPDが勝利し、ニーダーザクセン州の州首相となる。同年、フォルクスワーゲン社の監査役に就任し、1998年までその職にあった。1993年、SPDの党首選挙に出馬するが、ルドルフ・シャーピング（後にシュレーダー政権の国防相）に敗北。1994年、同盟90/緑の党と連立政権を組み、州首相に再任。1997年、各州政府の代表からなる連邦参議院の議長となる（任期一年）。この年、ジャーナリストだったドリスと四度目の結婚、2016年に離婚。夫妻には夫人の子が一人、2004年と2006年に迎えた養子が二人いたが、シュレーダーに実子はいなかった。

### 首相就任
1998年、「新しい中道」をキャッチフレーズに、SPDの連邦首相候補として連邦議会選挙に再出馬して当選。この選挙で社会民主党が議会第一党を獲得、同盟90/緑の党との連立で16年ぶりの政権交代を実現し、ドイツ連邦共和国第7代首相に就任。高級な背広に葉巻という労働者政党のトップらしからぬ装いで「ボス同志」 と揶揄される。
1999年、政策的に対立していた党内左派のオスカー・ラフォンテーヌ党首に代わって、SPD党首となる。この年前半のコソボ紛争でドイツ連邦軍は戦後初めて戦争に参加、激しい議論を呼んだ。また同年、環境税を導入した。
2000年2月、IT技術者確保のためにグリーンカード制度を導入。首相お膝元のハノーファーで万国博覧会（ハノーファー万国博覧会）を開催するが、大失敗に終わる。
2000年7月には第26回主要国首脳会議（沖縄サミット）に出席するため、首相就任後初となる来日で沖縄県を訪問。サミット終了後には、専用機で宮古島に飛び、以前ドイツ人を助けた、所縁のうえのドイツ文化村を訪れた。その道路は「シュレーダー通り」と名付けられた。
2001年9月11日のアメリカ同時多発テロ事件を受け、「アメリカ合衆国との無制限の連帯」を表明。ドイツ連邦軍の「不朽の自由作戦」参加を決定。ドイツ軍はアフガニスタンでの国際治安支援部隊（ISAF）の活動に、北大西洋条約機構（NATO）の一員として現在も参加している。11月、年金改革法案可決。12月、将来の原子力発電所全廃を決定。
2002年6月の第28回主要国首脳会議（サミット）終了後、サッカーワールドカップ決勝戦を観戦するために、日本の政府専用機に搭乗して訪日。8月にエルベ川が大洪水を起こし、現地に乗り込んで対策を指示。ドイツ再統一後も経済不振の続く旧東ドイツの開発重視は政策の一つでもあった。同月の連邦議会選挙で「ドイツの道」を提唱し、アメリカによるイラクへの攻撃反対を訴えて辛勝。首相に再任。12月、中華人民共和国の同済大学より、名誉博士号が授与される。この年、シュレーダー政権の改革政策を風刺した「税金の歌」（独: Der Steuersong）（ラス・ケチャップの「アセレヘ 〜魔法のケチャップ・ソング〜」の替え歌で、エルマー・ブラントが「ゲルド・ショー」名義で歌唱）が7週間にわたりシングルのヒットチャート1位となる。良くも悪くも、前例のない「メディアの宰相」だった。
2003年3月、経済のグローバル化や成長戦略を視野に入れた改革プロジェクト『アゲンダ2010』を発表。その内容が新自由主義的であるとしてSPDの伝統的な支持基盤である労働組合から批判される。この年3月に起きたイラク戦争にはフランスと共に国連決議抜きでの開戦に反対し、派兵しなかった。
2004年、高い失業率や保険制度改革（削減）が不評で政権への不満からデモが頻発。SPDの支持率が低下したことを受け、3月にSPD党首を辞任（後任は幹事長のフランツ・ミュンテフェーリング）。5月に欧州連合（EU）が東欧までの25ヶ国に拡大し、EUの地理的・経済的中心国としてのドイツの役割が大きくなる。地方議会選挙の連敗により連邦参議院で与野党逆転を許し、野党が擁立したホルスト・ケーラーの大統領当選を許す。7月、移民受け入れに関する新法を可決。
2005年失業者が戦後最多500万人を突破した。ロシアからバルト海を通ってドイツに天然ガスを送るという、物議があったノルド・ストリーム建設についてロシアとパイプライン計画に合意した。パイプラインによりドイツのエネルギー供給は、ロシア国営企業への依存を強めることになる。地方議会選挙での連敗を受けて、7月に内閣信任案を与党に否決させ、連邦議会を解散。これによって9月18日に総選挙の投票が実施される。SPDは圧倒的に不利という事前の予想を覆して善戦したが、野党キリスト教民主同盟（CDU）側に4議席及ばず議会第二党へ転落。長い協議の末首相の座を退き、CDU党首アンゲラ・メルケルにその座を譲ることになった。東ドイツで育ったメルケル新首相は東欧諸国を重視しており、（ドイツ語や英語に加えて）ロシア語も話せるが、シュレーダーの（フランスだけでなくロシアとの協力を重視する）「パリ-ベルリン-モスクワ枢軸」を外交政策の方針から削除した。
11月29日には議員も辞職して政界から離れる。首相退任直前の10月、トルコのエルドアン首相と共に、キリスト教圏の首脳として初めてイスラム教の断食開けの祭に参加。イラク戦争への反対姿勢と共に、イスラム圏には好意的に受け取られた。トルコのEU加盟にも賛成している。

### 首相退任後
2006年3月、ロシア国営天然ガス会社ガスプロムの子会社「ノルド・ストリームAG」（ドイツ語版、英語版）の役員に就任。バルト海底を経由してロシア・ドイツ間をつないだ天然ガスのパイプラインであるノルド・ストリーム1やノルド・ストリーム2の取締役を2017年時点でも長期にわたって利益を得ていることに批判の声がある。そのほかにスイスにあるロスチャイルド投資銀行のヨーロッパ支部相談役、スイスのRingier出版相談役を務める。2006年に自伝を出版したが、在任中からロシアとの癒着が疑われ、批判された。ロシアでビジネスキャリアを積み、ノルド・ストリーム社の株主委員会の会長を務めている。2007年5月、中華人民共和国外交部顧問に任命。伝統的中国医学を世界に宣伝する役割を負う。成長著しい中国市場を重視し、首相在任中は毎年訪問してリニアモーターカー（上海トランスラピッド）の売り込みなどをしていた。同年9月、チベットのダライ・ラマ14世を首相官邸に招いて会見したメルケル首相を「中国国民の感情を傷つけ、両国の友好を損ねた」と講演で批判している。2008年8月にはメルケル首相は参加しなかった北京オリンピックの開会式に出席した。2014年4月28日にウクライナのクリミア危機でロシアがクリミア半島を併合する中、ロシアのかつての首都であったサンクトペテルブルクの宮殿で70歳の誕生日をウラジーミル・プーチン露大統領と抱擁して祝った。クリミア半島併合が原因でロシアの国営石油会社ロスネフチに科された経済制裁などロシアへの経済制裁自体に反対を表明してきたことでも物議を醸した。2015年9月、中国人民抗日戦争・世界反ファシズム戦争勝利70周年記念式典に参加した。
2017年8月11日にロスネフチの取締役にドミートリー・メドヴェージェフ露首相の署名により指名されていたことが、ロシアで公開された文書により発覚した。ドイツのメディアはシュレーダーの行為を一斉に批判した。同月30日にシュレーダーはロシアの国営石油会社 ロスネフチの取締役に就任することを認めたが、所属するドイツ社会民主党（SPD）で2014年の欧州議会選挙の結果、欧州議会議長に就任後に2017年に党首になったマルティン・シュルツに9月24日投票のドイツ連邦議会 選挙に打撃を与えた。メルケル首相率いるドイツキリスト教民主同盟（CDU）政権打倒を目指しているショルツ党首は取締役候補に指名された時点でシュレーダーとは距離を置き、「自分ならそのようなことはしない」と批判した。ロシアのインテルファクス通信によるとロスネフチの取締役会長なると報道された。ジョンズ・ホプキンズ大学米国現代ドイツ研究所のジャック・ジェーンズ所長はヨーロッパへ悪影響を与えると懸念を示した。メルケル首相も大衆誌『ビルト』による生中継インタビューにて自身は政界引退後に民間企業の職に就くことは考えていないことやシュレダーのロスネフチ取締役就任は不適切だと批判した。
こうした言動から、西側諸国の政財界要人がロシアに篭絡されることを揶揄する「シュレーダリゼーション」という造語が生まれた。
2017年9月11日、大韓民国の首都ソウル特別市にある「ナヌムの家」を訪れたシュレーダーは、自伝の韓国語版の売り上げのうち1000万ウォン（96万円）を寄付し、「日本政府が慰安婦に対して謝罪する勇気を持てないでいる」と述べ、元日本軍慰安婦をノーベル平和賞候補に推薦する事に支持を表明した。シュレーダーは現職前職を含め、外国の元首級の人物がナヌムの家を訪れた初のケースとなった。
2017年9月11日から2泊3日で自叙伝の韓国語版出版に合わせて韓国を訪れたが、この自叙伝の韓国語版の監修を行い、通訳として同行もした25歳年下の韓国人女性キム・ソヨンと、5度目の結婚をすると報じられた。2016年に離婚したドリス元夫人がフェイスブックで離婚原因としてキム・ソヨンを挙げている。キムの前夫はキムと「シュレーダーと別れるなら離婚する」と約束して離婚したがキムは端からシュレーダーと別れるつもりも約束を守る意志もなかったのに離婚のために自分を欺いたこと、シュレーダーも家庭を持つ人妻という事実を知っていたのに不倫して自分に耐えがたい精神的苦痛を与える違法行為を行ったとして提訴した。その後2018年10月5日にベルリンで結婚式を挙げている。

### ロシアによるウクライナ侵攻後の対応
2022年2月5日には、ロシアの国営天然ガス会社ガスプロムの取締役に指名されている。この後、2月24日にはロシアによるウクライナ侵攻が発生した。シュレーダーは侵攻発生後もロシアとの関わりを断つべきではないとSNSへの投稿を行っており、またロシア国営企業の役員も辞さなかった。同様の立場にあった西側の元首脳は相次いで役職を辞任したため、シュレーダーの親露姿勢が際立つ形となり、各方面からシュレーダーに対する批判が起こった。ドイツ社会民主党はシュレーダーに役員職の辞職を要求し、党ウェブサイトの「偉大な社会民主党員」の項目からシュレーダーを削除した。またスポーツ界ではボルシア・ドルトムント とドイツサッカー連盟（DFB）がシュレーダーの名誉会員資格を剥奪した。3月11日、モスクワでプーチン大統領と会見しているが、ドイツ連邦政府は関与を否定している。5月19日には欧州議会がシュレーダーがロスネフチの取締役を辞任しない場合には、対ロシアの制裁対象に加えるという決議案をまとめ、ドイツ連邦議会予算委員会も首相経験者に対して認めている特権を一部停止する決定を行っている。5月20日、ロスネフチはシュレーダーが監査役会長を辞任すると発表した。8月5日には、7月下旬にプーチン大統領と面会していたことを明らかにした上で「良い知らせは、クレムリンが交渉による解決を望んでいることだ」と発言。これに対してウクライナのゼレンスキー大統領は名指しこそ避けたものの、国家の元指導者がロシアのために働くのは不快極まるとの批判を行った。